# Ramona Forchini
Ramona Forchini, née le 14 juin 1994, est une coureuse cycliste suisse, spécialiste de VTT cross-country. Elle est championne du monde de VTT cross-country espoirs en 2015 et championne du monde de VTT marathon en 2020.

## Palmarès en VTT cross-country

### Championnats du monde
- Lillehammer-Hafjell 2014
  - 9e du cross-country espoirs
- Vallnord 2015
  -  Championne du monde de cross-country espoirs
- Nové Město 2016
  -  Médaillée de bronze du cross-country eliminator
- Sakarya 2020
  -  Championne du monde de cross-country marathon
- Les Gets 2022
  -  Championne du monde du relais mixte

### Coupe du monde
- Coupe du monde de cross-country espoirs
  - 2015 : 6e du classement général
  - 2016 : 6e du classement général

- Coupe du monde de cross-country
  - 2018 : 33e du classement général
  - 2019 : 20e du classement général
  - 2021 : 40e du classement général
  - 2022 : 21e du classement général
  - 2023 : 31e du classement général
  - 2024 : 42e du classement général

- Coupe du monde de cross-country short track
  - 2022 : 38e du classement général
  - 2023 : 29e du classement général

### Championnats d'Europe
- Singen 2013
  -  Médaillée de bronze du cross-country eliminator
- Kvam 2019
  -  Championne d'Europe du relais mixte (avec Joel Roth, Dario Lillo, Sina Frei et Andri Frischknecht)
- Evolène 2021
  -  Médaillée de bronze du cross-country marathon
- Cheile Grădiștei 2024
  -  Médaillée de bronze du relais mixte
- Melgaço 2025
  -  Médaillée d'argent du relais mixte

## Palmarès sur route
- 2010
  -  Championne de Suisse sur route juniors
- 2011
  - 3e du championnat de Suisse du contre-la-montre juniors
- 2012
  -  Championne de Suisse sur route juniors
  - 2e du championnat de Suisse du contre-la-montre juniors
  - 5e du championnat du monde du contre-la-montre juniors
- 2014
  -  Médaillée de bronze du championnat d'Europe du contre-la-montre espoirs
- 2015
  - 2e du championnat de Suisse du contre-la-montre
- 2020
  - 2e de Coire-Arosa

## Palmarès en cyclo-cross
- 2016-2017
  - Cyclocross International Sion-Valais, Sion